# Laterocotyle padreinsulae
Laterocotyle padreinsulae är en plattmaskart som beskrevs av Simpson och McGraw 1979. Laterocotyle padreinsulae ingår i släktet Laterocotyle och familjen Aspidogastridae. Inga underarter finns listade i Catalogue of Life.